# Merkel (motorfiets)

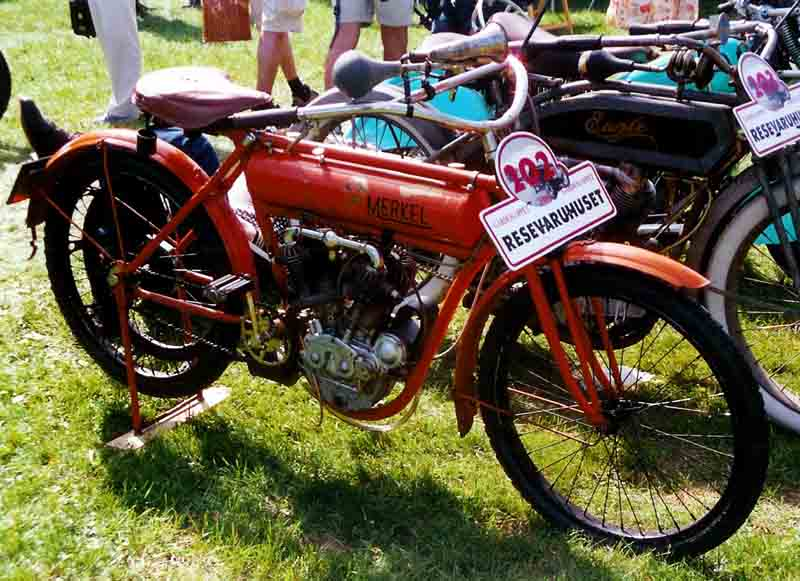
Merkel uit 1909

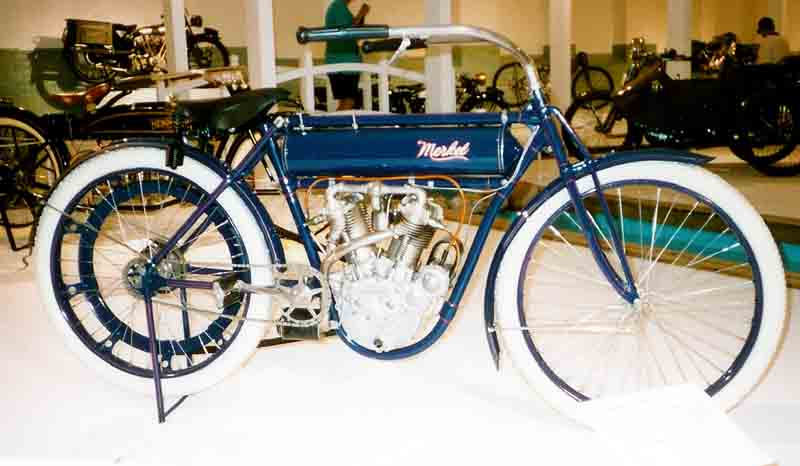
Flying Merkel V-twin met een loop frame uit 1911

Merkel is een Amerikaans historisch merk van motorfietsen, dat ook bekend was als Merkel-Light, Flying Merkel en Miami.
De bedrijfsnaam was: Merkel-Light Co., Milwaukee, Wisconsin, vanaf 1911 Middletown, Ohio, vanaf 1915 Miami Cycle & Mfg. Co., Middeltown, Ohio.
Dit bedrijf was in 1901 opgericht onder de naam Light. Constructeur Joe Merkel kwam in 1909 in dienst en begon motorfietsen te bouwen, aanvankelijk met Thor-motorblokken. Hij werd in hetzelfde jaar volledig eigenaar van het merk, waarna de firmanaam Merkel-Light werd. De motoren werden onder de merknaam Flying Merkel verkocht. Men bouwde verschillende eencilinders en V-twins tot 986 cc en al voor 1914 een versie met geveerd achterwiel en een elektrische startmotor.
In 1911 verhuisde Joe Merkel zijn bedrijf naar Middletown, Ohio. In 1913 was het een van de grootste Amerikaanse producenten van motorfietsen. Het merk werd in 1915 omgedoopt tot Miami Cycle & Mfg. Co, hoewel de fabriek dus nog steeds in Middletown stond. De machines gingen toen ook Miami heten. Er bestond ook samenwerking met The Light Mfg. Co. in Pottstown, Pennsylvania. Miami werd in 1922 weer overgenomen door Indian.